# 张宇建
张宇建（1919年—？），男，湖南宁乡人，中国含能材料专家，曾任华东工学院教授、博士生导师。